# Vlag van Olland

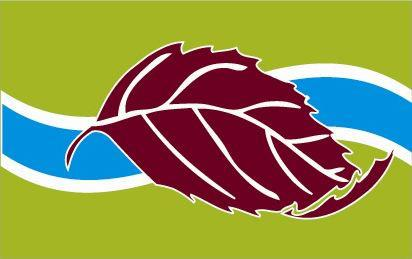
Vlag van Olland

De vlag van Olland werd in 2010 door het Nederlandse dorp Olland in gebruik genomen en destijds voor het eerst gehesen met Koninginnedag. De vlag is ontworpen door Marianne van Dijk uit Olland.
De vlag bestaat uit een groen veld die verwijst naar de weilanden van het buitengebied. In het midden toont een golvende baan van wit, blauw en wit. De blauwe baan symboliseert de Dommel die ten zuiden van het dorp stroomt. Het rode blad die centraal staat verwijst naar de oude beuken bij de Sint-Martinuskerk.
Acht
· Alphen
· Bavel
· Berghem
· Berlicum
· Biest-Houtakker
· Borkel en Schaft
· Chaam
· Cromvoirt
· Cuijk
· Den Dungen
· Dinteloord
· Effen
· Esch
· Galder
· Geeren-Noord
· Gemonde
· Haagse Beemden
· Haaren
· Halsteren
· Helvoirt
· Herpen
· Heusden
· Langenboom
· Leur
· Megen, Haren en Macharen
· Moergestel
· Nieuw-Vossemeer
· Nuland
· Olland
· Orthen
· Princenhage
· Ravenstein
· Rosmalen
· Sint-Michielsgestel
· Sprang
· Steenbergen
· Strijbeek
· Teteringen
· Ulvenhout
· Udenhout
· Velp
· Vierlingsbeek
· Waspik
· Wintelre